# D-多巴
D-多巴（dextrodopa，化学名：d-3,4-二羟基苯丙氨酸，d-3,4-dihydroxyphenylalanine）是一种非蛋白胺基酸，分子式C9H11NO4，是l-多巴（L-DOPA，levodopa）的手性异构体。